# La Guacamaya (ort i Honduras)
La Guacamaya är en ort i Honduras.   Den ligger i departementet Departamento de Yoro, i den västra delen av landet, 140 km norr om huvudstaden Tegucigalpa. La Guacamaya ligger 1 356 meter över havet och antalet invånare är 2 525.
Terrängen runt La Guacamaya är bergig åt nordost, men åt sydväst är den kuperad. La Guacamaya ligger uppe på en höjd. Runt La Guacamaya är det glesbefolkat, med 17 invånare per kvadratkilometer. Närmaste större samhälle är El Progreso, 16,7 km norr om La Guacamaya. Omgivningarna runt La Guacamaya är en mosaik av jordbruksmark och naturlig växtlighet.